# Raiko Krauss
Raiko Krauss (n. 1973, Berlin, RDG) este un arheolog de origine germană specializat în arheologia preistorică și profesor universitar.

## Biografie
În 1992, Krauss a absolvit Bacalaureatul la Gimnaziul Georg Friedrich Händel din Friedrichshain, Berlin. În anii de liceu, respectiv 1988 și 1990, a efectuat stagii de practică la Colecția de Antichități din Berlin și a participat la santiere arheologice sub conducerea Muzeului de Preistorie din Potsdam. În vara anului 1994, după efectuarea serviciului național la stația de urgență a unui spital berlinez, își începe studiile în Preistorie și Arheologia Clasică la Universitatea Humboldt din Berlin. Acolo frecventează și diferite cursuri de Filologie clasică, Istorie antică, Filosofie și prelegeri la Universitatea Liberă din Berlin în Lingvistică Indo-Germană comparativă.
Între 1999 și 2000 a fost numit asistent cercetător la Centrul de Tehnologii Culturale Hermann von Helmholtz pentru a coordona colectia didactică a catedrei de Preistorie și a mai facut parte din mai multe Proiecte atât în Germania, cât și în Bulgaria, Grecia, Italia, România și Turcia. În 2000 își termină Studiul la Universitatea Humboldt cu o dizertație magistrală pe tema așezărilor calcolitice Dyakovo de pe Valea râului Struma din Bulgaria.
În 2004, iși susține doctoratul la Universitatea Libera de la Berlin sub supravegherea lui Bernhard Hänsel și Hermann Parzinger cu tema disertației „Asezări preistorice in cursul inferior al Yatrei”. Între 2000 și 2004 a beneficiat de o bursă de doctorat de la Fundația Germană pentru Burse Academice. După aceasta, a lucrat pentru un scurt timp în 2004 la Oficiul de Stat pentru Arheologie din Saxonia.
Ca urmare a disertației sale a fost premiat cu o bursă de călătorie a Institutului de Arheologie din Germania și a petrecut un an în regiunea mediterană și a Mării Negre. 
Din 2005 până în 2008 a fost cadru asociat în cercetare la Departatmentul Eurasian al Institutului Arheologic din Germania, iar între 2007 și 2008 a fost și adjunct la Institutul de Arheologie Preistorică de la Universitatea Liberă Berlin.
Începând cu semestrul de iarnă 2008/2009 a cercetat și a predat la Institutul de Preistorie și Arheologie Medievală a Universității Eberhard Karls din Tübingen.
În 2014 a obținut cu succes habilitația cu o lucrare intitulată „Dinamica Neolitică din Europa de Sud-Est, apariția agriculturii, creșterea animalelor și viața sedentară” după care a dobândit venia legendi (permisiunea de a preda) în disciplina Preistorie.
Epoca cuprinsă între mezolitic și epoca bronzului din Europa Centrală și de Sud-Est formează nucleul activităților sale arheologice, cu proiecte de cercetare importante asupra așezărilor neolitice timpurii ale Ovčarovo-Gorata, Bulgariei, sitului calcolithic până în epoca timpurie a bronzului din Foeni-Gaz, România și situri funerare calcolitice din Varna, Bulgaria. El a fost în măsură să demonstreze că o parte din ansamblul figurilor neolitice, descoperit la Belica, în Serbia, au fost, de fapt, fabricate recent , confirmând astfel parțial o acuzație de fals, adusă de colegii sârbi.
Raiko Krauss a desfășurat săpături în așezarea multistratificată preistorică Bucova Pusta IV, în colaborare cu Muzeul Banatului din Timișoara începând din 2010 și cu Oficiul de Stat pentru Conservarea Antichităților și diferite săpături ale unor situri mezolitic-neolitice timpurii din Baden-Württemberg. Alte obiective ale activităților sale de predare și cercetare includ arheomuzicologia și megaliții din Africa de Nord.
Este vicepreședinte al Societății germano-bulgare și a primit în 2015 Insigna de Onoare a Comunității Dudeștii Vechi din România.

## Familie
Raiko Krauß locuiește și lucrează în Tübingen și Berlin. Este căsătorit cu soprana și pedagoga vocală Anna-Sophia Brickwell și are patru copii.

## Publicații
Stone Age without Stones. The Early Neolithic Settlement of Bucova Pusta IV in Northwestern Banat (Romania). Archaeology in Banat I (Tübingen 2024) ISBN 978-3-98945-007-3
Dynamics of Neolithisation in South-eastern Europe. The Beginnings of Agriculture, Husbendry and Sedentary Life. Mitteilungen der Prähistorischen Kommission 93 (Wien 2023) ISBN 978-3-7001-8879-7
Ovčarovo-Gorata. Eine frühneolithische Siedlung in Nordostbulgarien. Archäologie in Eurasien 29, Habelt, Bonn 2014, ISBN 978-3-7749-3914-1.
Die prähistorische Besiedlung am Unterlauf der Jantra vor dem Hintergrund der Kulturgeschichte Nordbulgariens. Prähistorische Archäologie in Südosteuropa 20, Verlag Marie Leidorf, Rahden 2006, ISBN 3-89646-591-0.
Edited with Ernst Pernicka, René Kunze, Kalin Dimitrov and Petar Leshtakov: Prehistoric Mining and Metallurgy at the Southeast Bulgarian Black Sea Coast. RessourcenKulturen 12, Tübingen University Press 2020.
Edited with Jörg Bofinger and Bernhard Weninger: Quaternary International 560-561. Special  Issue:  Formation  and  Transformation  of  Early  Neolithic  Lifestyles  in  Europe. https://doi.org/10.1016/j.quaint.2020.05.015
Edited with Harald Floss: Southeast Europe before Neolithisation. Proceedings of the International Workshop within the Collaborative Research Centres SFB 1070 “RessourcenKulturen”, Schloss Hohentübingen, 9th of May 2014, Tübingen University Press 2016, ISBN 978-3-946552-01-7.
Edited with Martin Bartelheim and Barbara Horejs: Von Baden bis Troia. Ressourcennutzung, Metallurgie und Wissenstransfer. Eine Jubiläumsschrift für Ernst Pernicka Verlag Marie Leidorf, Rahden 2016, ISBN 978-3-86757-010-7.
Edited: Beginnings – New Research in the Appearance of the Neolithic between Northwest Anatolia and the Carpathian Basin. Menschen – Kulturen – Traditionen. Studien aus den Forschungsclustern des Deutschen Archäologischen Instituts 1, Verlag Marie Leidorf, Rahden 2011, ISBN 978-3-86757-381-8.